# Eleccions parcials andorranes de 1978
Les eleccions parcials andorranes de 1978 es van celebrar el 21 de juliol de 1978 per escollir 4 consellers complementaris al Consell General, fruit de la creació de la parròquia d'Escaldes-Engordany.
Fins al 1993, cada parròquia estava representada per 4 consellers al Consell General. En el cas de la parròquia d'Andorra la Vella, cada quart (Andorra la Vella i les Escaldes) escollia els consellers comunals i generals per separat i a parts iguals. Amb la conversió de les Escaldes de quart a parròquia, tant Andorra la Vella com les Escaldes van tenir dret a ser representades per 4 consellers cadascuna, de manera que es van convocar eleccions per cobrir els 4 escons de nova creació. D'aquesta manera, el Consell General va passar a tenir 28 representants.

## Sistema electoral
Tenien dret a vot les persones amb més de 21 anys que disposessin de nacionalitat andorrana, així com els homes que estiguessin casats amb una dona andorrana i tinguessin com a mínim un fill major d'edat. Per poder ser conseller calia tenir més de 25 anys i per ser sínidic o subsíndic, 30. La legislació andorrana no va legalitzar els partits polítics fins a l'aprovació de la Constitució l'any 1993, així que tots els candidats eren independents de manera oficial. Tot i això estaven permeses les agrupacions polítiques.
L'elecció només es va produir a Andorra la Vella i a Escaldes-Engordany, que formaven circumscripcions separades. Cadascuna escollia 2 consellers. S'utilitzava un sistema majoritari plurinominal amb segona volta, on cada votant podia votar a tants candidats com candidats s'haguessin d'escollir. Els candidats s'agrupaven en candidatures. Estava permès que un candidat formés part de més d'una candidatura al mateix temps. En algunes parròquies era permès repartir el vot, votant a candidats de llistes diferents. Els vots nuls i blancs no eren considerats com a vàlids. Per poder ser escollit, calia haver rebut més de la meitat dels vots vàlids. En cas que després de l'elecció quedessin escons vacants, es realitzava una segona volta al cap d'una setmana, on una majoria simple seria suficient. En cas d'empat, l'article 38 del reglament electoral estipulava que l'elecció es resoldria per sorteig.
Els candidats guanyadors serien consellers fins al 1981.

## Resultats

### Total nacional
| Partit              | Vots | %     | Escons |
| ------------------- | ---- | ----- | ------ |
| Independents        |      | 100   | 4      |
| Vots nuls           |      | –     | –      |
| Total               |      | 100   | 4      |
| Cens/participació   |      | ~73,0 | –      |
| Font: La Vanguardia |      |       |        |

### Resultat per parròquia
La participació a Andorra la Vella va ser del 74% i a Escaldes-Engordany, del 72%.
| Parròquia                 | Tendència | Llista                                            | Vots    | Electe |
| ------------------------- | --------- | ------------------------------------------------- | ------- | ------ |
| Andorra la Vella          | Opositors | Francesc Cerqueda Pasquet Jaume Bartomeu Canturri | 491 ?   | 1      |
| Andorra la Vella          | ?         | Benet Pantebre Martínez Lluís Viu Torres          | ? ?     |        |
| Escaldes-Engordany        | Anti-Reig | Estanislau Sangrà Font Marcel Besolí Bacó         | 357 305 | 1      |
| Escaldes-Engordany        | ?         | Jaume Casal Vall Antoni Aristot Gomà              | ? ?     |        |
| Font: La Vanguardia, Avui |           |                                                   |         |        |